# Macrotrachela compacta
Macrotrachela compacta är en hjuldjursart som beskrevs av De Koning 1947. Macrotrachela compacta ingår i släktet Macrotrachela och familjen Philodinidae. Inga underarter finns listade i Catalogue of Life.